# Faaborg Værft
Die Faaborg Værft A/S ist eine dänische Werft in der Stadt Faaborg.

## Allgemeines

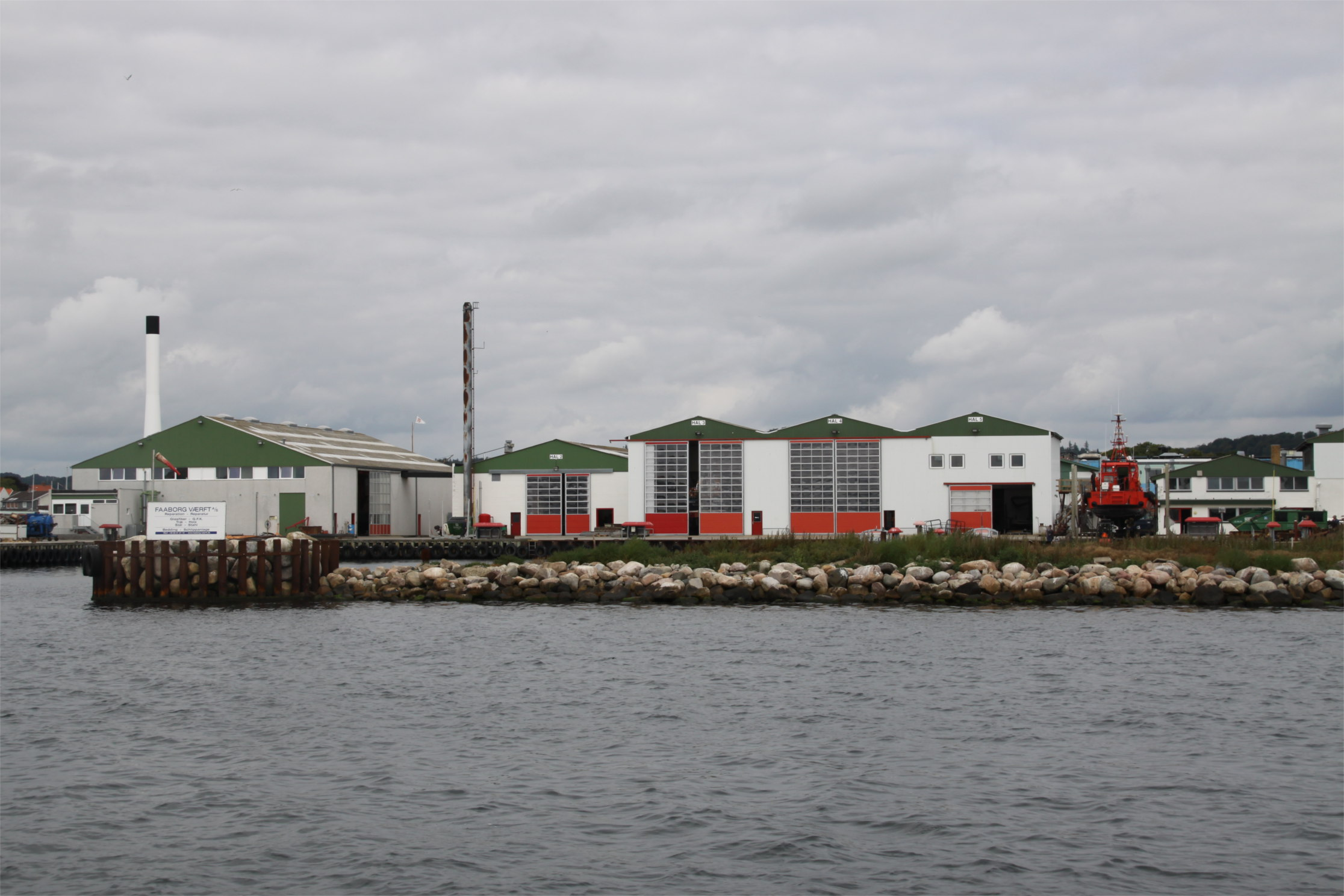
Faaborg Værft

Die Werft wurde 1970 als Faaborg Yachtværft gegründet. Es wurden vorwiegend Yachten aus glasfaserverstärktem Kunststoff gebaut. 1979 erfolgte die Übernahme der insolventen Jupiter Værftet und die Weiterentwicklung deren Motoryachten. Der zunehmende Bau von Fischerei- und Spezialfahrzeugen für die Berufsschifffahrt führte dazu, dass die Werft 1985 in Faaborg Værft A/S umbenannt wurde.
Neben dem Neubau entwickelte sich die Werft immer weiter auch zu einem Spezialisten für Umbauten und Reparaturen. Zum Betriebsgelände gehören moderne Produktionshallen, ein Schwimmdock für Schiffe bis 600 t und eine doppelte Helling für Schiffe bis 150 t. Der Werfthafen hat eine Wassertiefe von 5 m, eine Kailänge von 200 m und kann Schiffe bis zu 65 m Länge aufnehmen.

## Produkte
Das Neubauprogramm umfasst Fischereifahrzeuge, Arbeitsschiffe, kleine Fähren und Motoryachten. Ferner werden Festrumpfschlauchboote der italienischen Mancini-Werft vertrieben.
Folgende Bauserien konnten bisher an die Auftraggeber abgeliefert werden:
| Zeitraum  | Anzahl | Typ                                                          | Auftraggeber                                              | Bild |
| --------- | ------ | ------------------------------------------------------------ | --------------------------------------------------------- | ---- |
| 1986–1989 | 5      | Messschiffe des Typs Jupiter 43                              | Umweltuntersuchungsinstitut (Danmarks Miljøundersøgelser) |      |
| 1990–1993 | 22     | Arbeits- und Peilschiffe der Typen Jupiter 33 und Jupiter 40 | Wasserstraßen- und Schifffahrtsverwaltung des Bundes      |      |
| 2005–2009 | 6      | Patrouillenboote der Diana-Klasse                            | Königlich Dänische Marine                                 |      |
| 2009–2013 | 8      | Faaborg Systemschiffe                                        | Wasserstraßen- und Schifffahrtsverwaltung des Bundes      |      |